# 李富城
李富城（1935年12月20日—），籍貫山東武城，臺灣氣象主播，空軍通信電子學校氣象科第13期畢業，中華民國空軍上校退役，已婚，育有二子。

## 简歷
- 1949年与家人遷台。他在中華民國空軍歷任氣象官、課長、空軍氣象中心副主任、空軍氣象訓練班正科班主任等職務。李富城在中華民國空軍，官至空軍氣象聯隊上校副聯隊長。退役後曾先後在中視、民視，再到公視、環球電視、TVBS播報氣象。
- 2003年7月1日，從TVBS跳槽年代新聞台，至其約滿後（2006年6月底）離開。
- 2006年8月起，以專案方式（只在颱風形成時）出現在TVBS解說並播報分析颱風走向。
- 2010年7月30日至2013年5月22日在壹電視新聞台。
- 2013年7月11日起在三立新聞台任當值氣象主播。2015年7月9日，轉為氣象顧問，已於2015年8月5日回壹電視新聞台當氣象主播（一日主播），已離職。
- 2016年7月8日起在中天新聞當資深氣象主播（僅颱風期間）。
- 2019年3月29日，李富城因在2018年九合一選舉投票日當天貼文支持韓國瑜，違反公職人員選舉罷免法第56條第2款規定[1]及構成第110條第5項規定要件[2]，遭到選委會裁處新台幣50萬元罰鍰[3]。
- 2019年3月31日，李富城宣佈參加2020年臺北市第一選舉區的立法委員選舉[4]。

### 政治立場
李富城反對台獨，支持泛藍政黨並發表許多言論。因為幼時經歷過中日戰爭而痛恨日本。

### 爭議言論
- 反年金改革，認為民進黨在發動「世代戰爭」。被年輕人說這些老人在吃他們所繳的稅。李富城怒喊：「這是什麽世界。」[6]
- 以反串式的嘲諷口吻表示，「我那個年代，聯考350分沒學校可讀，現在是35分可上大學，是的我們錯了，錯到沒替年青人設想」，遭網友打臉，指出當時350分已經接近榜首成績，怎麼可能沒學校可讀，甚至還在民國45年的報紙上發現，國防部當時替307位聯考報考軍校的落榜生辦補習班，幫其補救教學，裡頭赫然出現「李富城」名字。[7]
- 2018年花蓮地震，其引用易經-倫常乖舛，立見消亡；德不配位，必有災殃，認為是蔡英文德不配位。[8]
- 波卡事件中，則在Facebook上批評波多野結衣是妓女，並表示：「臺灣沒有你感恩的必要，日本很須（需）要你，回日本去拍片就好啦。」對此則有不少網友批評並質疑其評論的立場，之後更有與其同單位服役者表示李富城過去上班時便以色情片巴結長官，李富城後來提告。

## 主持作品

### 電視節目
| 擔任   | 頻道       | 節目           | 備註 |
| 主播   | 中視       | 氣象時段       |      |
| 主播   | 民視       | 氣象時段       |      |
| 主播   | 環球電視   | 氣象時段       |      |
| 主播   | TVBS       | 氣象時段       |      |
| 主播   | 三立       | 氣象時段       |      |
| 主播   | 中天       | 氣象時段       |      |
| 主持人 | 公視       | 《新氣象主義》 |      |
| 主持人 | 年代新聞台 | 《年代生活家》 |      |

## 出版作品

### 著作
| 年份              | 書名                                     | 出版社   | ISBN               |
| 2008年12月        | 《追風：氣象神算李富城》                 | 誌成文化 | ISBN 9789868476912 |
| 2014年4月23日初版 | 《追憶我的母親－與我親身經歷的戰亂時代》 | 三民書店 | ISBN 9789868842090 |

## 外部連結
- 李富城的Facebook專頁
- YouTube上的李富城談天說地頻道